# Ахтсхеллінк Лукас
Лукас Ахтсхеллінк (нід. Lucas Achtschellinck, 16 січня 1626, Брюссель — 12 травня 1699, Брюссель) — фламандський живописець. Особливе місце в його творчості посідають картини з видами Суанського лісу, розташованого на південних околицях Брюсселя, через що його разом з Л. де Вадером і Ж. д'Артуа називають «художником Суанського лісу».

## Біографія
Лукас Ахтсхеллінк народився в Брюсселі 16 лютого 1626 року. Припускається, що його дідом був фламандський художник Лукас Ахтсхеллінк, роботи якого сьогодні зберігаються у Дрезденській галереї і Брюссельському соборі. Л. Ахтсхеллінк 26 жовтня 1639 року був зарахований до Гільдії Святого Луки як учень художника Пітера ван дер Борхта. Л. Ахтсхеллінк, ймовірно, поїхав за кордон після завершення навчання, оскільки він став майстром Брюссельської гільдії лише в 1657 році.
13 березня 1674 року він одружився з Анною Парис. Він продовжував працювати в Брюсселі і в 1687 році був головою Брюссельської гільдії. Він успішно працював і мав 8 учнів, серед яких був Теобальд Мішо.

## Галерея

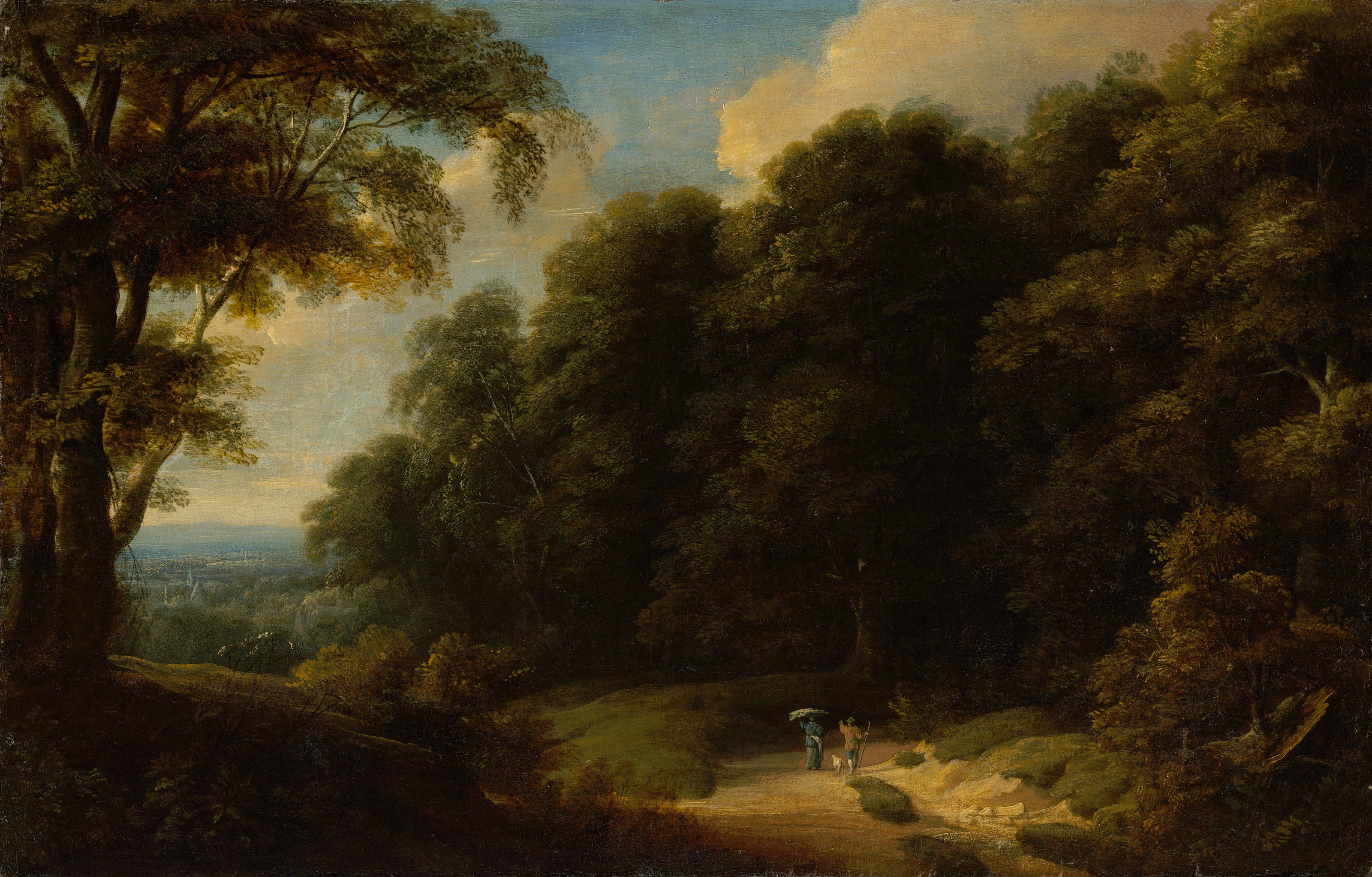
Суанський ліс із подорожниками на стежці.
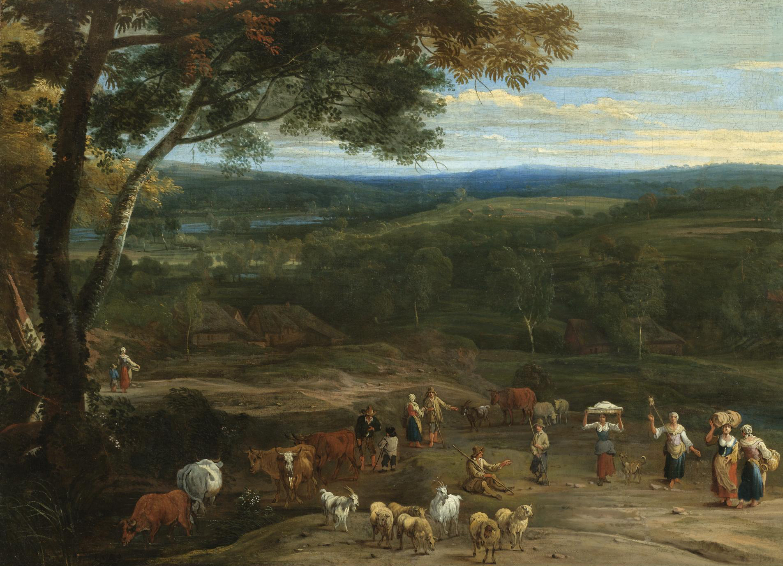
Пейзаж з фігурами
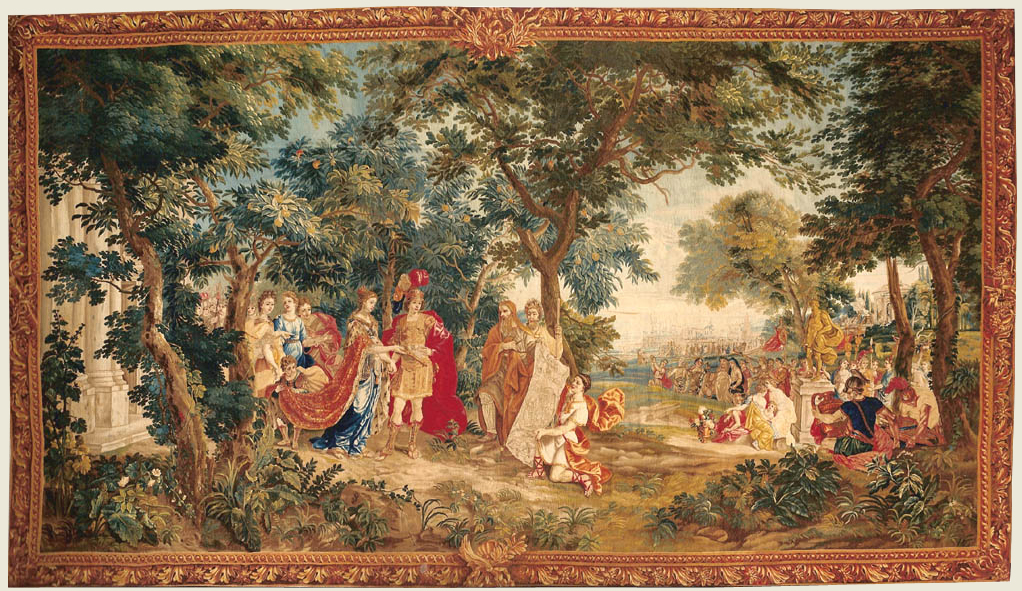
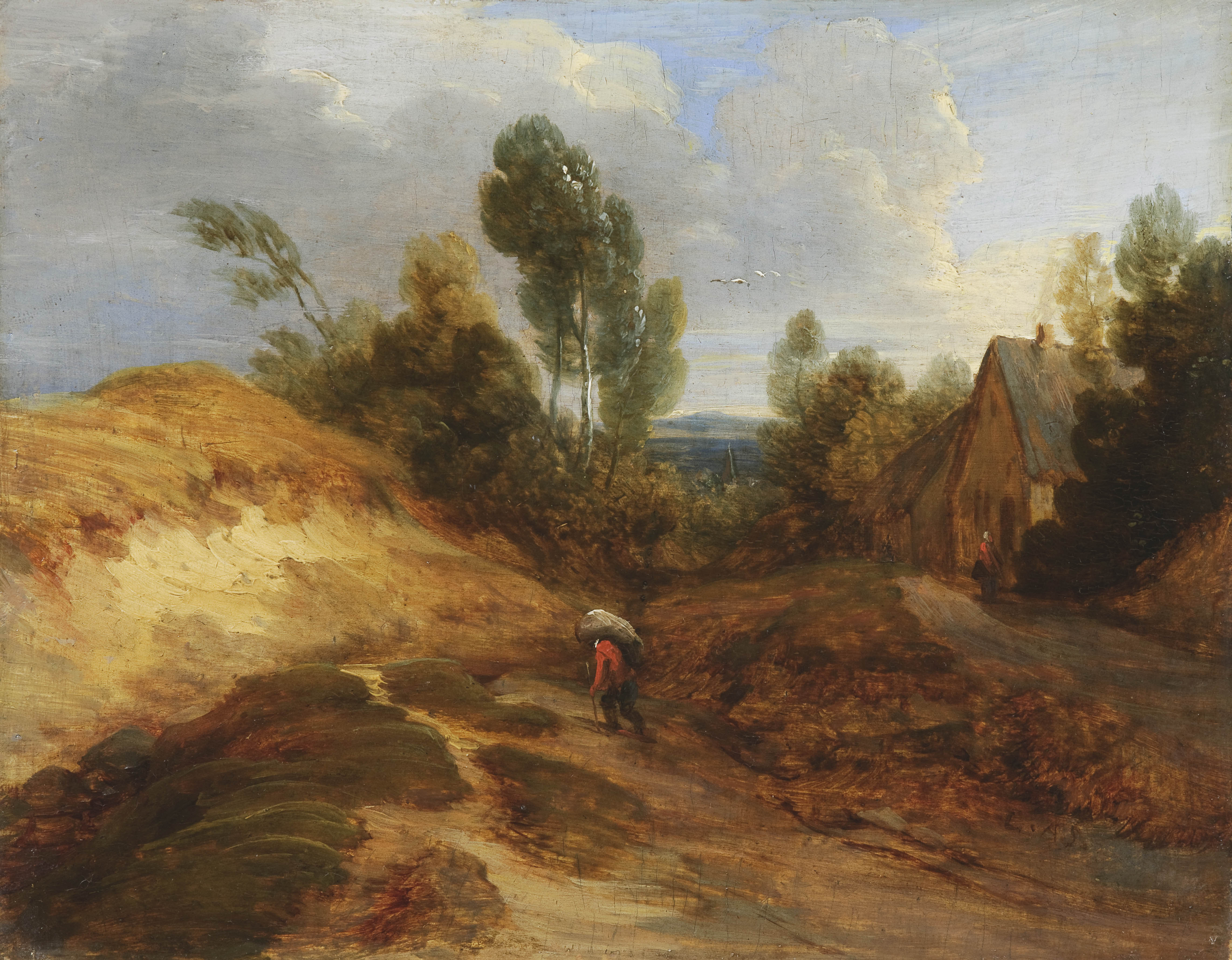
Дюнний пейзаж.